# Aphis hermistonii
Aphis hermistonii är en insektsart som beskrevs av Wilson 1915. Aphis hermistonii ingår i släktet Aphis och familjen långrörsbladlöss. Inga underarter finns listade i Catalogue of Life.